# Xã Sharon, Quận Potter, Pennsylvania
Xã Sharon (tiếng Anh: Sharon Township) là một xã thuộc quận Potter, tiểu bang Pennsylvania, Hoa Kỳ. Năm 2010, dân số của xã này là 866 người.